# Disputa de Señores Enjuiciadores (Twingherrenstreit)

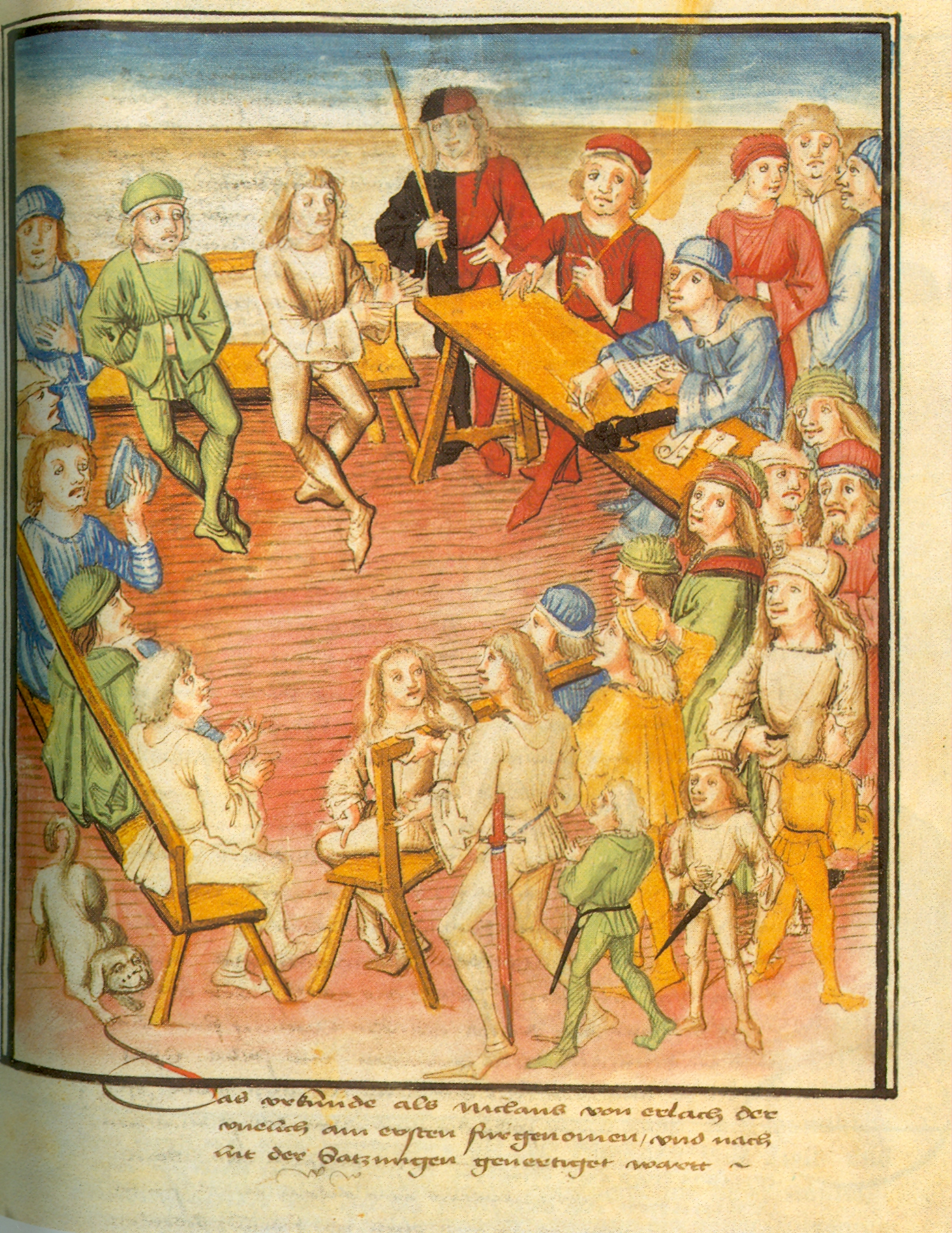
Ilustración de la disputa entre los Señores Enjuiciadores en la Crónica de Berna de Diebold Schilling, 1485

El Twingherrenstreit (o también Berner Twingherrenstreit), al español "Disputa de Señores Enjuiciadores" tuvo lugar entre 1470 y 1471 y fue una disputa entre la nobleza urbana y los notables de la ciudad y estado de Berna.

### Antecedentes
Desde su fundación, la ciudad de Berna ha sido gobernada por familias nobles como von Bubenberg, von Erlach, von Diesbach y otras. Esta supremacía y los privilegios de estatus resultantes fueron cuestionados con el tiempo por los artesanos burgueses y sus gremios. Hacia fines del siglo XV, hubo una disputa entre los Señores Enjuicidadores de Berna y el Consejo de Berna sobre los servicios de carruajes exigidos por los Señores Enjuicidadores. Una de las demandas durante el Twingherrenstreit fue la abolición del servicio de carruajes. En 1464 un ladrón robó una hostia; por ello la ciudad de Berna luego aprobó una regulación a los lujos. Esta regulación prohibía el uso de zapatos puntiagudos y el arrastre de la ropa de mujer y de hombre, como era la moda en la corte borgoñona.

### Disputa de los Señores Enjuiciadores
El 23 de abril de 1470, el maestro carnicero Peter Kistler fue elegido alcalde de Berna. Kistler pretendía expulsar a la nobleza del Consejo y restringir sus poderes y privilegios a favor de la ciudad de Berna. El Consejo volvió a adoptar un código de vestimenta aún más estricto que el de 1464. El portavoz del partido de la nobleza y principal oponente de Peter Kistler fue el maestro peletero Hans Fränkli.
Esto provocó una feroz resistencia de la nobleza. Durante una misa en la Catedral de Berna, las familias von Bubenberg, von Erlach, von Diesbach, Matter, von Ringoltingen y otros aparecieron demostrativamente con las ropas prohibidas.
Esto condujo a una audiencia judicial en la que las familias nobles insistieron en su demarcación externa de la gente común (das einfache Volk) y defendieron esto como una prerrogativa innata ordenada por Dios. Esto solo es posible si les otorgas el derecho a usar zapatos puntiagudos y el arrastre de ropas. El juicio terminó con multas y todos los involucrados fueron expulsados de la ciudad de Berna durante un mes.
Sin embargo, poco tiempo después, el Consejo de Berna se vio obligado a permitir que los exiliados regresaran a la ciudad por razones económicas y a cambiar las leyes de vestimenta a favor de las familias nobles.

### Consecuencias
El intento de restringir los derechos de las antiguas familias fracasó en gran medida y Peter Kistler perdió su puesto como alcalde de Berna en 1471. Los nobles pudieron defender con éxito su supremacía contra la gente del pueblo. Sin embargo, solo el intento de la burguesía de Berna ya fue la base para el posterior reclamo de poder de la ciudad de Berna sobre el campo circundante.

## Temas relacionados
- Forzar y prohibir (Zwing und Bann)

## Enlaces web
- Kathrin Utz Tremp. «Disputa de Señores Enjuiciadores (Twingherrenstreit)». Diccionario histórico de Suiza (en alemán, francés o italiano).
- Stadtwanderer der berner twingherrenstreit (1470)